# Albignac
Albignac är en kommun i departementet Corrèze i regionen Nouvelle-Aquitaine i de centrala delarna av Frankrike. Kommunen ligger  i kantonen Beynat som tillhör arrondissementet Brive-la-Gaillarde. År 2022 hade Albignac 235 invånare.

## Befolkningsutveckling
Antalet invånare i kommunen Albignac
Referens:INSEE